# 大阪府立生野支援学校
大阪府立生野支援学校（おおさかふりつ いくのしえんがっこう）は、大阪府大阪市生野区巽東四丁目にある特別支援学校。小学部・中学部・高等部を設置し、主に知的障害のある児童・生徒を対象とした支援教育を行なっている。

## 沿革
- 1967年 - 大阪市立生野養護学校として開校、中学部を設置。
- 1970年 - 高等部を設置。
- 1973年 - 小学部を設置。
- 2009年4月1日 - 大阪市立生野特別支援学校に改称。
- 2016年4月1日 - 大阪府に移管。大阪府立生野支援学校に改称。
- 2024年4月1日 - 大阪府立出来島支援学校の開校に伴い通学区域を再編。

## 通学区域
- 天王寺区
- 東成区
- 生野区
- 鶴見区（寝屋川以南）
- 城東区（寝屋川以南）
- 平野区（国道25号以北）
- 東大阪市の一部（高等部のみ対象で向陽学園入所者は大阪府立西浦支援学校）

## 交通
- Osaka Metro千日前線 北巽駅 南東へ約900m。
- おおさか東線 JR長瀬駅 西へ約1.2km。
- 大阪シティバス 巽中学校前バス停 東へ約450m。